# Bjørno & Bingo
Bjørno & Bingo er en animationsfilm fra 2004 instrueret af Sabine Ravn efter eget manuskript.